# اشبوط (یمن)
 اشبوط  به عربی ( الأشبوط )، روستایی است در دهستان المقاطر از توابع استان شبوه در کشور یمن در شبه جزیره عربستان.

## جمعیت
جمعیت آن ( ۸۰) نفر (۵ خانوار) می‌باشد.